# Georg Christoph Eimmart
Georg Christoph Eimmart, o Jovem (Ratisbona, 22 de agosto de 1638 – Nurembergue, 5 de janeiro de 1705) foi um desenhista, gravador, pintor e astrônomo alemão. 

## Biografia
Nascido em Ratisbona, na Baviera, em 1638. Era filho de Christine Banns e Georg Christoph Eimart, o Velho (1603-1658), com quem aprendeu boa parte de seu ofício. Entre 1654 e 1658 estudou na Universidade de Jena. Georg gravou placas para Joachim von Sandrart e pequenas gravuras de ruínas, vasos, ornamentos. Em 1701, publicou um tratado matemático e astronômico, Iconographia nova contemplationum de Sole.
Em 20 de abril de 1668, Georg se casou com Maria Walther, filha de Christian Walther, com quem teve uma filha, Maria Clara Eimmart (1676–1707), também desenhista e gravadora como o pai e o avô. Maria Clara costumava trabalhar ao lado do pai desde pequena. As primeiras observações astronômicas de Georg foram feitas em Nurembergue, onde a família morava.

## Morte
George morreu em Nurembergue, em 5 de janeiro de 1705, aos 66 anos.

## Legado
A cratera Eimmart, na Lua, é em sua homenagem.

## Galeria

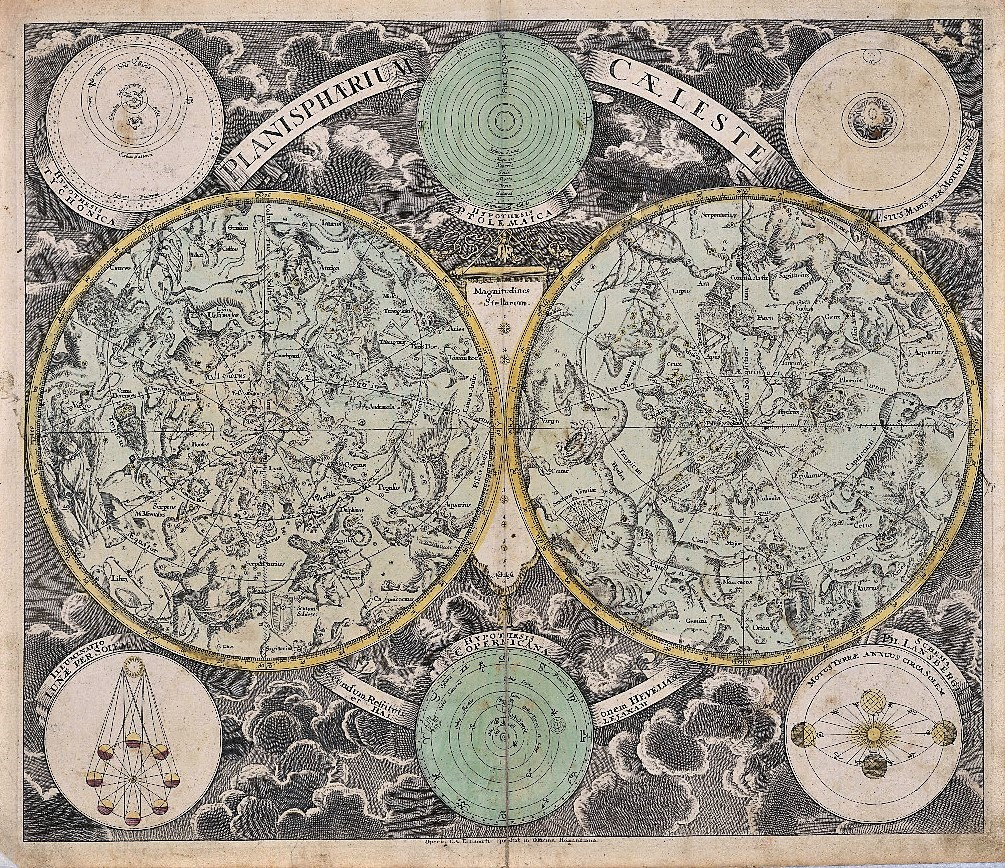
Himmelskarte, planisfério celeste, 1700]
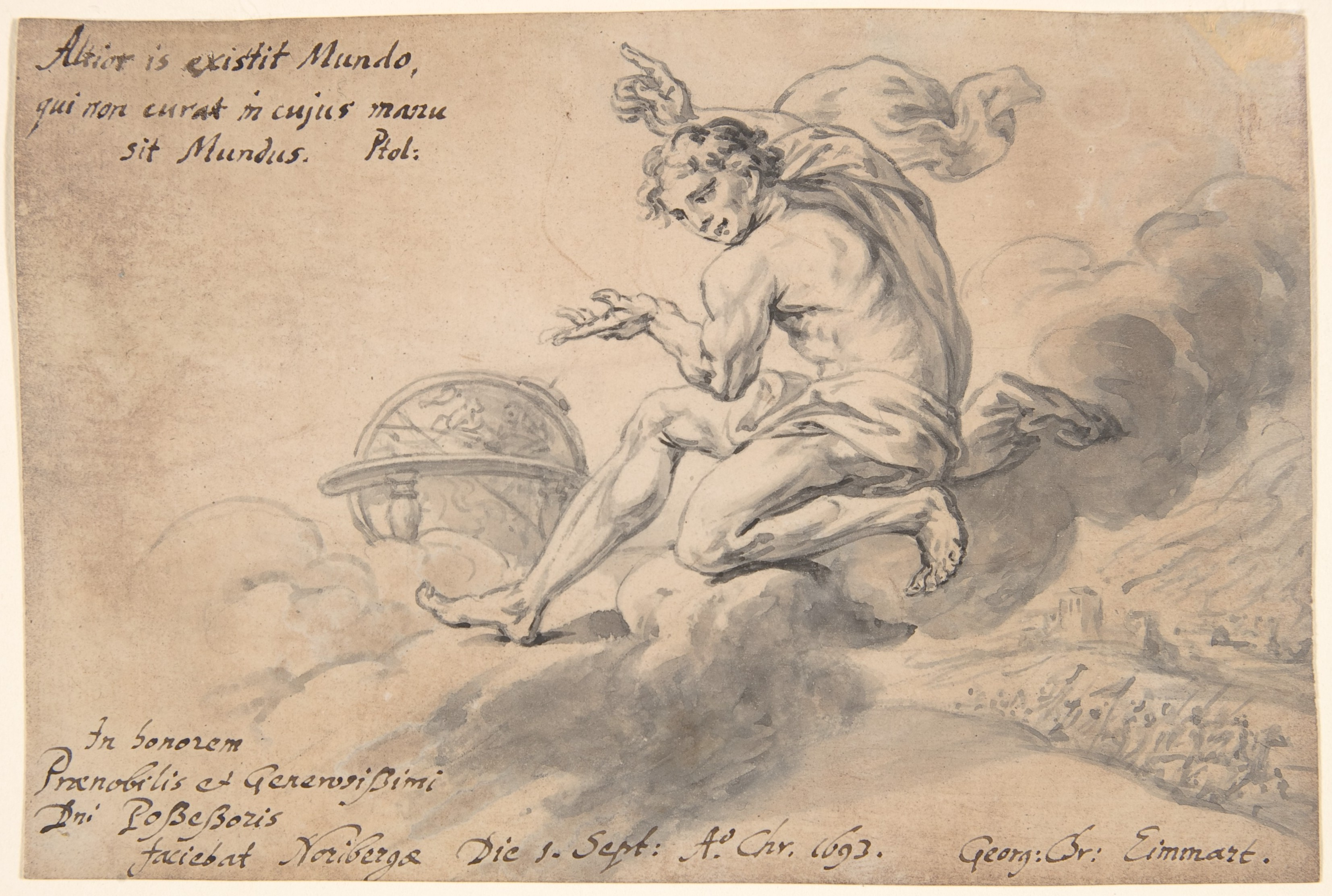
Homem sentando em uma nuvem sobre um campo de batalha, apontando para o globo, 1693
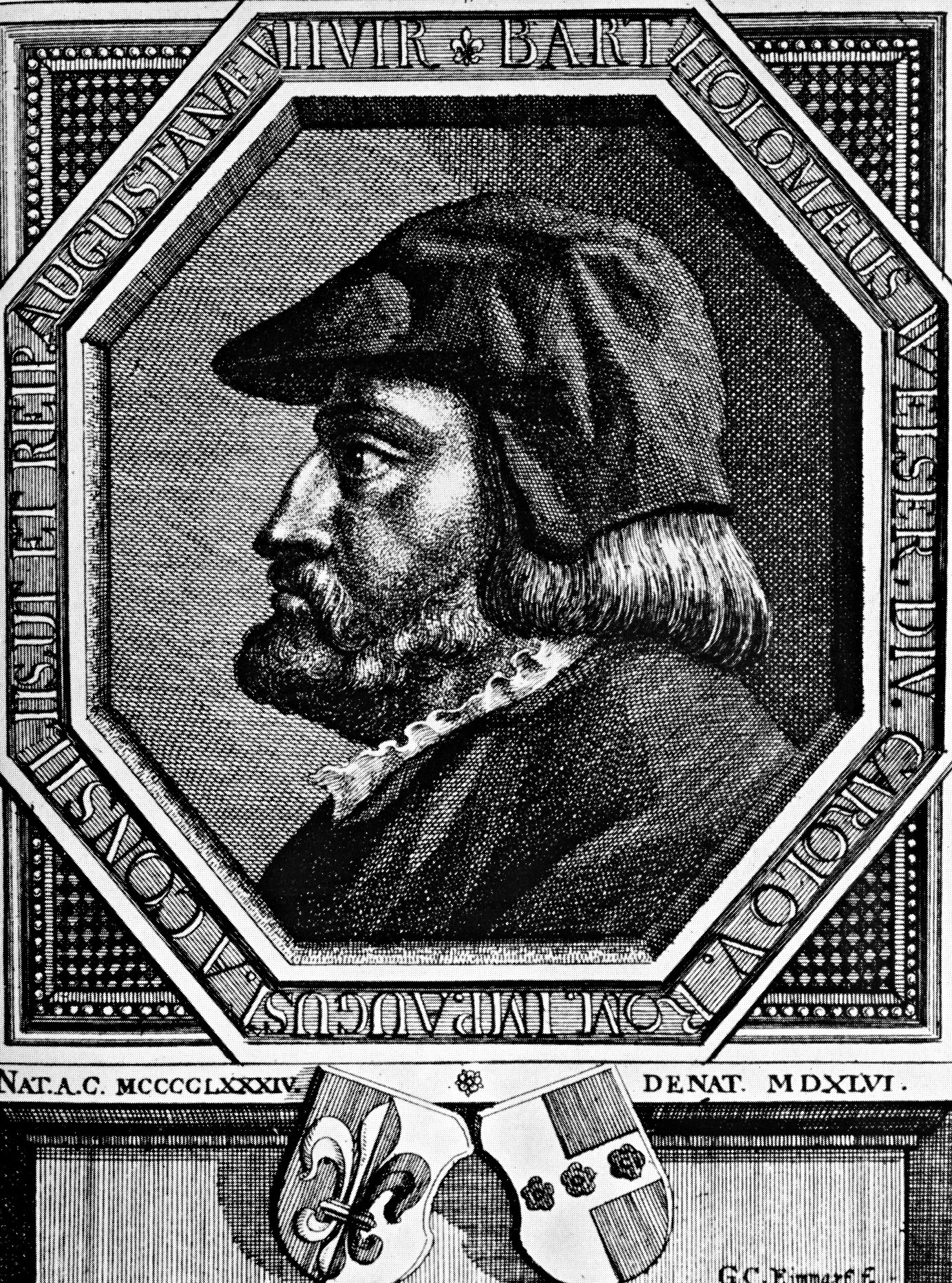
Bartholomaeus V. Welser (1484/8-1561)
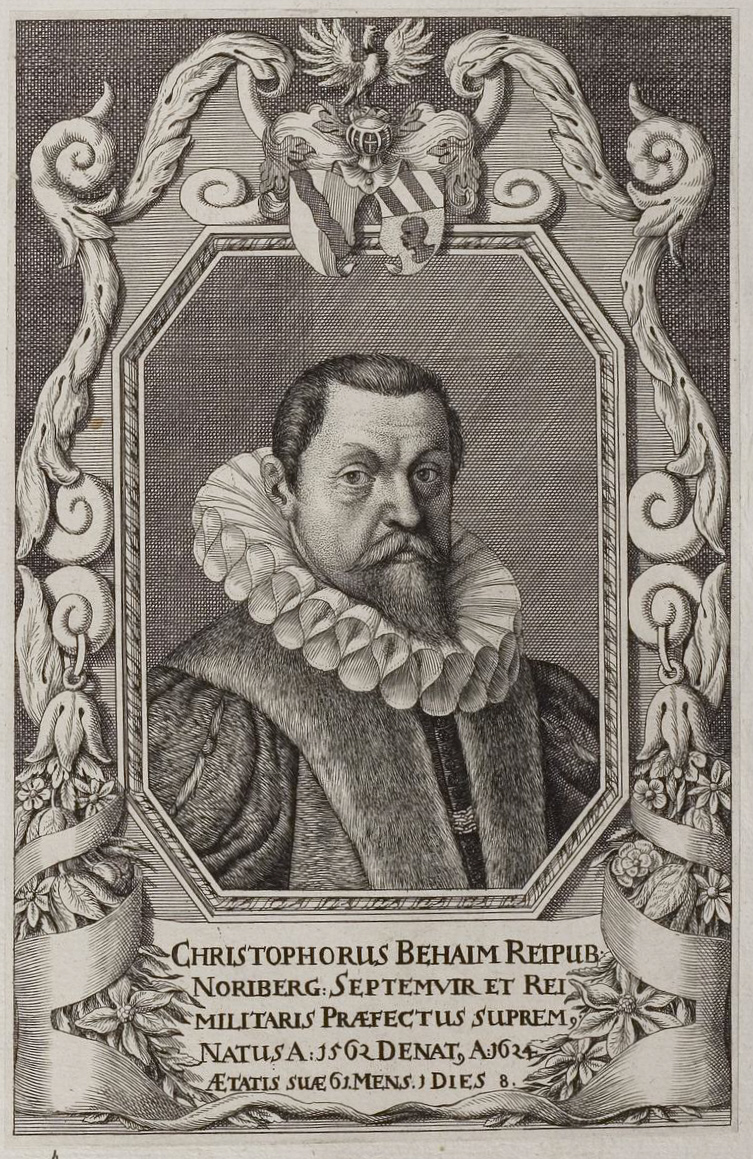
Christoph Behaim (1562–1624)
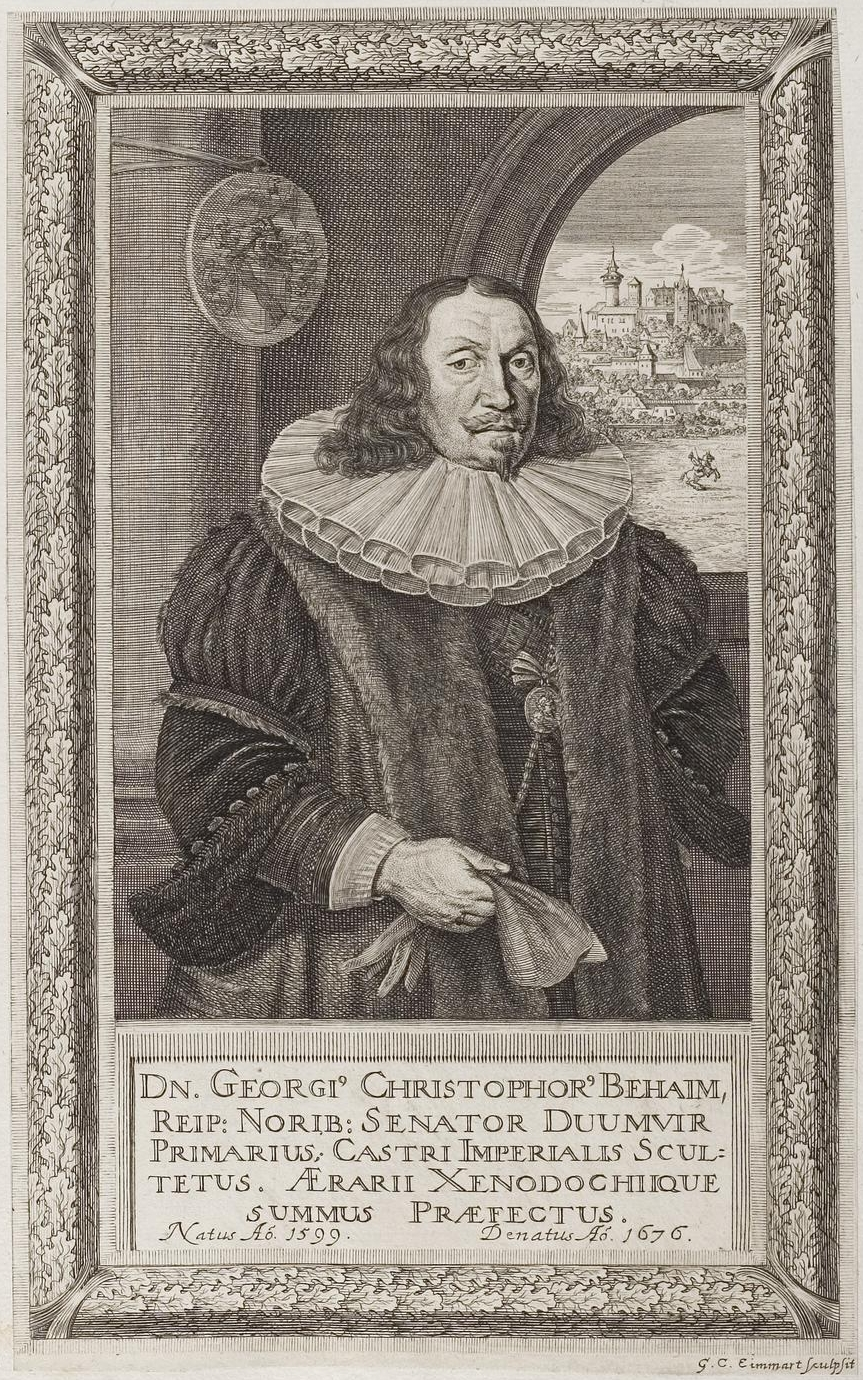
Georg Christoph Behaim (1599–1676)